# 小花叶底红
小花叶底红（学名：Phyllagathis fordii var. micrantha）为野牡丹科锦香草属下的一个变种。

## 扩展阅读
- 維基物種上的相關：小花叶底红